# 山崎厚男
山崎 厚男（やまざき あつお、1960年1月2日 - ）は、日本の経営者。トーハン社長を務めた。

## 経歴
東京都出身。1983年に早稲田大学政治経済学部を卒業し、同年に東京出版販売(現在のトーハン)に入社。
2002年に執行役員に就任し、2004年に常務、2006年4月に専務を経て、同年6月に社長に就任。2010年6月から2012年6月までに会長を務めた。